# أيمن أحمد خلف
أيمن أحمد خلف المولود في 29 سبتمبر 1984

 هو صحفي وشاعر وأديب وفنان تشكيلي مصري ولد في سوهاج له عدد من الدواوين الهامة 
من أهم دواوينه ديوان العبيد وديوان (لا تحزن أيها الزعيم) وهو ديوان هام صدر في لبنان
له قصيده مشهورة في رثاء الرئيس السابق جمال عبد الناصر، دواوينه الشعرية من أهم الدواوين الشعرية لشعراء الوطن العربي،
يعمل صحفي بمجلة العربي وله فيلمين تسجيلين (الايادي البيضاء) و (الرجل الذي لم يقل شيء)، له عدد من المسرحيات عرضت في قصور الثقافة القاهرة والأقاليم، كما أنه فنان تشكيلي قام بعمل عدة معارض فن تشكيلي أيمن يعمل صحفي بمجلة العربي ويعمل صحفي بأخبار
سوهاج ومحرر بموسوعة (المعرفة) العالمية وكاتب سابق بموسوعة نول جوجل. وكاتب بموقع ياهو مكتوب ومصراوي صاحب ومدير شركة (الأسد) لبرمجة وتصميم واستضافة مواقع الإنترنت.. وصاحب ومدير ومحرر موقع أنا إسلامي شاعر أصدر أكثر من 20 دواوين: (الحب والمستحيل) * (العبيد) *(انا وانت ونجوم السماء) * (دموع شهرزاد) * (رحله إلى ارض العشاق) * (عندما يأتي المساء) * (من اجل عينيك) * (في انتظارك دائما) * (لاتحزن ايها الزعيم) * (ليالي العشق) * (حبيبتي والقمر) * (نداء القلب) *
(نهر الحب) * مؤلف روايات كتب العديد من الروايات: * (الأرض الملعونة) * (الأوكسجين) * (رحله إلى قلب الشمس) * (عندما تحب الزهور) * (الهروب إلى الحب) * (رعب بلا حدود) * كاتب مسرحي له مسرحيات: * (الطوفان) * (زمن الكلاب) *
(لا ثم لا)عرضت مسرحياته في قصور ثقافة القاهرة والاقاليم. * فنان تشكيلي قام بعمل أكثر من عشرين معرض فن تشكيلي في القاهرة والإسكندرية * له فيلمين تسجيلين: * (الايادي البيضاء) *و (الرجل الذي لم يقل شيء)كاتب سيناريو اشترك في كتابة عدد من مسلسلات السيت كوم مثل: * مسلسل (راجل وست ستات) *مسلسل (تامر وشوقيه)قام بتأليف فيلمين نشرت
سيناريهاتهما على شبكة الإنترنت: * فيلم (العقرب) *وفيلم (80 رايح جاي)وسينتج له قريبا فيلم (العقرب)

## نشأته
أيمن أحمد خلف المولود في 29 سبتمبر 1984

 هو صحفي وشاعر وأديب وفنان تشكيلي مصري ولد في سوهاج 
ودرس برمجة الحاسب الالي وهو واحد من القلائل الذين يحترفون لغة الجافا وphp , وتصميم الألعاب

## إنجازاته
أيمن أحمد خلف له أكثر من 20 ديوان شعري هام من أهم دواوينه ديوان العبيد وديوان (لا تحزن أيها الزعيم) له قصيدة مشهورة في رثاء جمال عبد الناصر، يعمل صحفي بمجلة العربي وله فيلمين تسجيلين (الايادي البيضاء) و (الرجل الذي لم يقل شيء) ، له عدد من المسرحيات عرضت في قصور الثقافة القاهرة والأقاليم، كما أنه فنان تشكيلي قام بعمل عدة معارض فن تشكيلي
أيمن يعمل صحفي بمجلة العربي وصحفي بأخبار سوهاج ومحرر بموسوعة ويكيبيديا وكاتب بموسوعة نول جوجل وياهو مكتوب ومصراوي صاحب ومدير شركة (الأسد) لبرمجة وتصميم واستضافة مواقع الإنترنت 
-  مدون له عدد من المقالات في عدة مواقع إلكترونية
-  رئيس تحرير جريدة الشرق.
-  له مقال دوري بمجلة العربي.
-  كما يقوم بكتابة مقالات متنوعة في العديد من الصحف المصرية والعربية.
-  قام بتقديم برنامج (أشعار x أشعار) على راديو fm عام 2010
-  عضو اتحاد كتاب مصر
-  عضو لجنة الإنترنت بإتحاد كتاب مصر
-  عضو اللجنة الإعلامية لإتحاد كتاب الإنترنت العرب
-  عضو هيئة الفنون والاداب والعلوم الاجتماعية
-  مؤلف دراما معتمد بالإذاعة
-  شاعر اصدر حوالي 20 ديوان شعر
-  ومؤلف اكتر من 10 روايات ومسرحيات
-  وفنان تشكيلي له اكتر من 20 معرض فن تشكيلي
-  ومبرمج كمبيوتر محترف ل 6 لغات برمجه
-  صاحب ومدير شركة (الأسد) لبرمجة وتصميم واستضافة مواقع الإنترنت

## الجوائز والتكريم
-  جائزة احسان عبد القدوس في مسابقة القصة القصيرة 2008 م
-  جائزة جمعية الأدباء في القصة القصيرة 2009 م

## من المؤتمرات والمهرجانات
-  مؤتمر أدباء مصر، (أقاليم مصر: عدة دورات).
-  مؤتمر الطهطاوي الأدبي، (طهطا: الدورات كلها).
-  مؤتمر محمود حسن إسماعيل الأدبي (أسيوط: عدة دورات).
مهرجان ثلاثينية نادي أدب أسيوط (أسيوط: 4 من يونية 2008م).
مهرجان لمعي المطيعي بقصر ثقافة أحمد بهاء الدين (أسيوط: 14 من فبراير 2009).
لمؤتمر الأدبي العاشر لإقليم وسط وجنوب الصعيد الثقافي، الهيئة العامة لقصور الثقافة، (أسوان: 22 – 25 من فبراير2009).
مؤتمر اليوم الواحد الأدبي لمديرية الثقافة بالأقصر، الهيئة العامة لقصور الثقافة، (الأقصر: 24 من مارس2009).
المؤتمر الأول لنادي طهطا الأدبي 2009، الهيئة العامة لقصور الثقافة، (طهطا: 23 من أبريل 2009).
مؤتمر أدباء مصر (الإسكندرية: ديسمبر 2009).
المؤتمر الأدبي الثالث لفرع اتحاد كتاب مصر لمحافظات الجنوب (الغردقة: فبراير 2010).
مؤتمر اليوم الواحد الأدبي لمديرية الثقافة بالأقصر، الهيئة العامة لقصور الثقافة، (الأقصر: 7 من أبريل 2010)،

## دواوينه الشعرية

لا تحزن أيها الزعيم ل الشاعر أيمن أحمد خلف.

- (من أجل عينيك)
- (أنا وأنت ونجوم السماء)
- (دموع شهرزاد)
- (رحله إلى ارض العشاق)
- (عندما يأتي المساء)
- (في انتظارك دائما)
- (لاتحزن ايها الزعيم)
- (ليالي العشق)
- (حبيبتي والقمر)
- (نداء القلب)
- (نهر الحب)
- (الحب والمستحيل)
- (العبيد)

## مسرحياته
- (لا ثم لا)
- (زمن الكلاب)
- (الطوفان)
- (الأرض الملعونة)
- (الأوكسجين)
- (رحله إلى قلب الشمس)

## قصصه
- (عندما تحب الزهور)
- (الهروب إلى الحب)
- (رعب بلا حدود)

## أشهر قصائده
- لا تحزن أيها الزعيم
- رجال القبيلة
- يا موهوم
- الحب معركة كبرى
- سادتنا الجدد